# Кырыккудук (Актюбинская область)
Кырыккудук (каз. Қырыққұдық) — упразднённое село в Айтекебийском районе Актюбинской области Казахстана. Ликвидировано в 2015 году. Входило в состав Саратского сельского округа. Код КАТО — 153458400.

## Население
В 1999 году население села составляло 140 человек (54 мужчины и 86 женщин). По данным переписи 2009 года, в селе проживало 70 человек (34 мужчины и 36 женщин).